# Seznam judovskih pesnikov
Seznam judovskih pesnikov.

## A
- Grace Aguilar
- Jehuda Alharizi

## B
- Hayim Nahman Bialik

## E
- Solomon Ettinger
- Nissim Ezekiel

## G
- Gabirol

## H
- Jehuda Halevi

## I
- Naphtali Herz Imber